# 莫羅茲夫卡 (沃倫斯基新城區)
50°40′17″N 27°27′6″E / 50.67139°N 27.45167°E
莫羅茲夫卡（烏克蘭語：Морозівка），是烏克蘭北部的村莊，隸屬日托米爾州的茲維亞赫爾區。該村始建於1958年，面積0.85平方公里，海拔高度202米，2001年人口159，人口密度每平方公里186.18人。